# Vz-59
La Vz.59 è una mitragliatrice ad uso generalizzato (GPMG) cecoslovacca moderna.

## Storia
La Cecoslovacchia negli anni '20 realizzò la mitragliatrice leggera ZB vz. 26, arma dalle eccellenti prestazioni e che conobbe grande successo commerciale e operativo. Nel dopoguerra, passata la Cecoslovacchia nel Patto di Varsavia, fu ideata la Vz. 52, adattamento del precedente con alimentazione a nastro, con risultati però mediocri. Venne quindi messo in produzione il Vz. 59, che ha mantenuto l'alimentazione del precedente, considerata l'unica cosa realmente riuscita del progetto complessivo.

## Caratteristiche tecniche
Il nastro di alimentazione arriva al castello, scorrendo su apposite guide metalliche, e un dispositivo a camma si attiva spingendo la cartuccia in avanti, sfilandola dal nastro, e introducendola nella camera di scoppio. In seguito, la PK sovietica ne copiò il concetto.

## Utilizzo
La Vz.59 è una mitragliatrice polivalente, che può quindi essere adattata sia al ruolo di fucile mitragliatore, con bipede (designato Vz.59L), che come mitragliatrice di supporto, la Vz.59 basica, con treppiede e canna pesante. La canna ha in ogni caso una bocca a tromboncino. 
La versione per corazzati è chiamata Vz.59T, comandata con un solenoide. La Vz.59N è stata costruita per l'export e usa la cartuccia Nato da 7,62 × 51 mm. La caratteristica più insolita è un collimatore a cannocchiale, illuminabile per il tiro notturno con una piccola lampadina, ed utilizzabile anche per il tiro contraereo.
La Vz.59 non ha avuto molto successo nell'export, e non pare che abbia avuto esito la versione Nato, almeno a tutti gli anni 80.

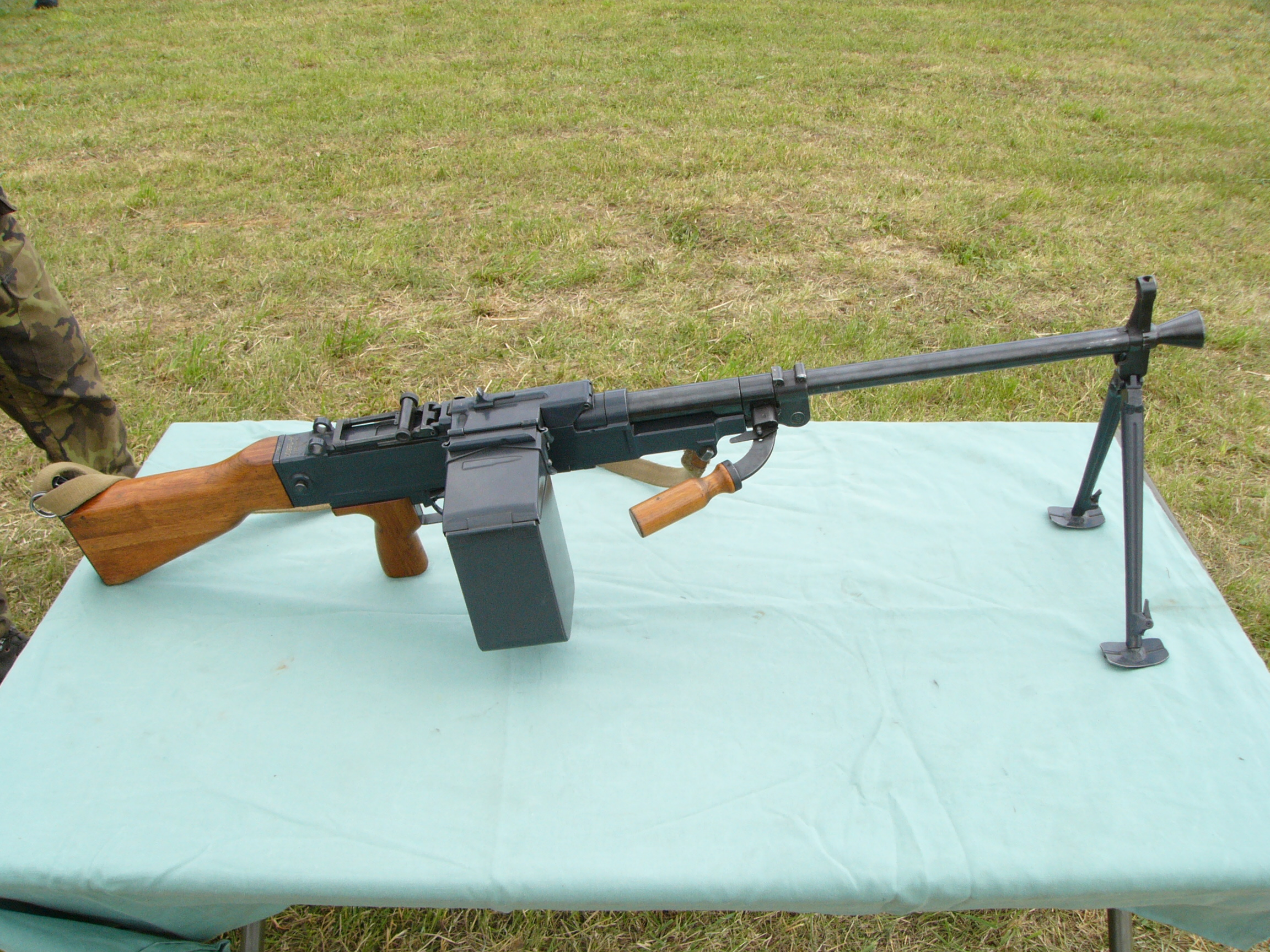
UK-L vz. 59
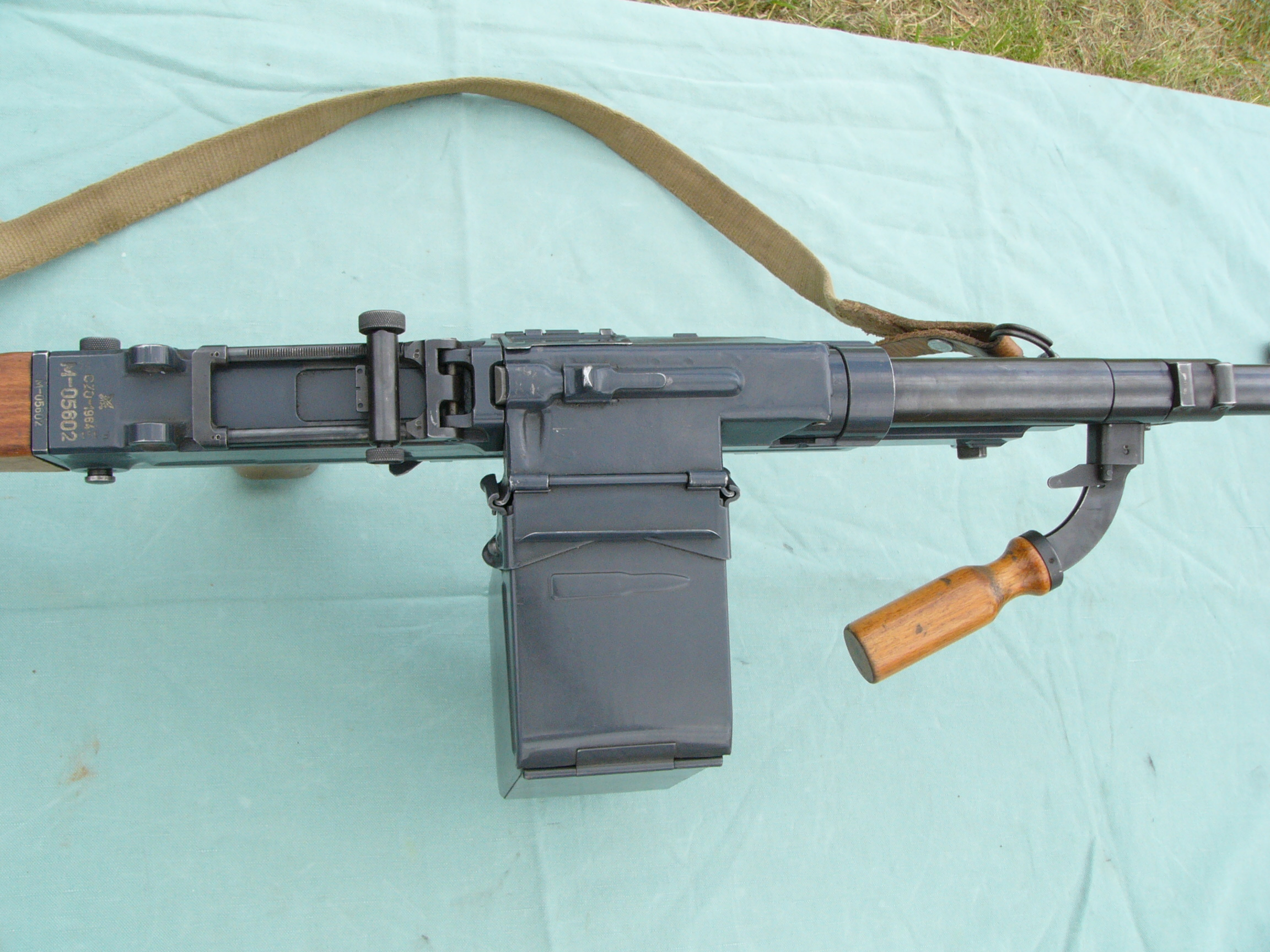
detail of UK-L vz. 59